# Oreste Benet
Oreste Benet (Farra d'Isonzo, 3 dicembre 1910 – ...) è stato un calciatore italiano, di ruolo attaccante.

## Caratteristiche tecniche
Giocava come mezzala sinistra.

## Carriera

### Club
Benet iniziò la carriera nel C.R.D.A. Monfalcone, compagine della provincia di Gorizia di cui lui era originario. Fece parte della squadra fin dalla stagione di Serie B 1930-1931; nell'agosto del 1934 fu messo in lista di trasferimento. Passò quindi al Taranto, in Serie C: alla sua prima stagione giocò 23 incontri, segnando una rete e contribuendo alla promozione della squadra in Serie B. Nel successivo campionato di seconda serie scese in campo per 33 volte, senza realizzare gol. Benet retrocesse in C con la squadra: nel 1936-1937 venne confermato come titolare, e mise a referto 22 presenze. Tornato in B con il Taranto dopo un torneo in C, Benet aggiunse altre 24 partite in B, superando le 100 presenze con la maglia del club pugliese e raggiungendo quota 57 in B. La Serie B 1937-1938 fu l'ultimo torneo di Benet con il Taranto: nell'annata seguente, infatti, giocò per il Messina. Con il club siciliano disputò due campionati di Serie C, per un totale di 47 gare (22 nella prima stagione e 25 nella seconda).

## Palmarès

### Club

#### Competizioni nazionali
- Serie C: 1

Taranto: 1936-1937
- Prima Divisione: 1

Taranto: 1934-1935